# Angelo Crialesi
Angelo Crialesi (Roviano, 11 gennaio 1958) è un allenatore di calcio ed ex calciatore italiano, di ruolo attaccante.

## Carriera

### Giocatore
Dopo le giovanili disputate nella squadra del Tivoli, passa al Banco Roma. Con la formazione capitolina esordisce in Serie C nel campionato 1977-1978 (4 presenze), e nelle due stagioni successive gioca da titolare in Serie C2 realizzando complessivamente 21 reti.
Viene quindi prelevato dall'Inter insieme al compagno di squadra Antonio Tempestilli. In nerazzurro disputa una sola partita in Coppa Italia contro l'Avellino e quindi nel calciomercato autunnale viene ceduto al Brescia, neopromosso in Serie A
Con le rondinelle esordisce in massima serie il 26 ottobre 1980 contro la Fiorentina. Chiude il campionato con 10 presenze e una rete, che però non bastano ai lombardi per evitare la retrocessione. A fine stagione l'Inter lo cede al Catania.
Nella prima stagione con la squadra etnea mette a segno 10 reti, giocando in coppia con Aldo Cantarutti. Nella stagione successiva le marcature scendono a 5, ma conquista la promozione in Serie A dopo gli spareggi, mettendo anche a segno la rete decisiva nella vittoria sul Como. Meno positiva invece sarà l'annata successiva in Serie A, con Crialesi a segno una sola volta in 22 incontri disputati, e il Catania ultimo con soli 12 punti.
Nell'autunno 1984 scende in Serie C1 col Piacenza, dove è titolare in attacco insieme a Gianfranco Serioli: con gli emiliani sfiora la promozione in Serie B, perdendo lo spareggio contro il Lanerossi Vicenza. Dalla stagione successiva cambia società ogni anno, sempre in Serie C1 o C2: passa al Foggia, poi gioca nel Benevento, nella Salernitana e Venezia, concludendo la carriera di calciatore nel 1991 nelle file dell'Ostiamare.

### Allenatore
Come allenatore ha esordito nella stagione 1992-1993 al Ladispoli, che allena per tre stagioni. Nel 1995 siede sulla panchina dell'Astrea in Serie C2, quindi passa all'Aquila e al Tivoli, con cui conquista la promozione dall'Eccellenza e una salvezza in Serie D. Nell'estate 1999 viene chiamato dal presidente Battaglioni alla guida della Primavera della Fermana, dove rimane solo per le gare di Coppa Italia e le prime tre di campionato, prima di essere sostituito da Lorenzo Scarafoni. 
Nelle stessa stagione subentra a campionato in corso alla guida di Ceccano, Ostiamare e di nuovo Astrea (dove subentra a Stefano Desideri), conquistando tre salvezze.
Torna poi sulle panchine di Tivoli, in Serie C2, e Ladispoli, prima di entrare nello staff tecnico della Lazio nel 2004, alla guida degli Allievi prima e della Berretti poi. Nella stagione 2008-2009 viene promosso come allenatore in seconda della prima squadra al fianco del tecnico laziale Delio Rossi, sostituendolo (causa squalifica) in tre occasioni: Lazio-Napoli (2-1), Lazio-Benevento (5-1) e Cagliari-Lazio (1-4).
Dall'estate 2009 a quella del 2012 ha ricoperto, sempre nella Lazio, il ruolo di collaboratore tecnico, nello staff del tecnico ravennate Davide Ballardini, poi esonerato, e anche in quello dell'allenatore subentrante, ovvero il friulano Edoardo Reja.
Ha ricoperto poi il ruolo di osservatore per Roma ed Inter.